# Sven i Boarp
Sven i Boarp (Sven Persson) var en nämndeman vid Bjäre häradsrätt som anklagades för att vara snapphane under snapphanekriget i Skåne 1675–1679. 
Det sägs att Sven ska ha anslutit sig till det friskyttekompani som stod under kapten Eskil Nielsens befäl. Det finns dock inga belägg i de rullor som finns bevarade från Eskil Nielsens kompani för att Sven i Boarp ska ha låtit värva sig.
Vid Bjäre härads sommarting i Båstad 1684 hölls en rättegång mot honom där det framkom många vittnesmål om Svens samröre med snapphanarna. Man vittnade om att man ofta sett honom i snapphanarnas följe iklädd en grå rock, rävskinnshatt och med en bössa framför sig i sadeln.
Åtskilliga vittnen berättar under rättegången att Sven i Boarp tillsammans med snapphaneryttmästaren Eskil Nielsen var delaktig i mordet på den svenska kungen Karl XI:s ryttmästare Frans Klingspor, två av hans ryttare och två drängar.
Man har även hört Eskil skryta om att vid en tid var hans och Svens kompani 220 man starkt. Snapphanarna hade sitt tillhåll på Svens gård där de också gömde sitt rövade snapphanegods.
Efter krigets slut ska Eskil, som befann sig i Helsingör, låtit hälsa att om inte Sven skickar honom sin andel av deras 250 rövade kopparpenningar skulle Eskil själv komma över sundet och bränna ner Svens gård. Sven i Boarp uppmanades av rätten att erkänna på grund av att så många enigt vittnat om hans hemska och straffbara gärningar så att han kunde fria sin själ från den eviga plågan. Han erkände delvis sitt samröre men skyllde på att han var tvingad av snapphanarna.
Sven i Boarp dömdes vid häradsrätten 1684 till döden genom halshuggning. När Göta hovrätt behandlade hans dom senare samma år frikändes han från dödsstraffet med hänsyn till det kungliga pardonsplakatet av år 1681.
En del av det som ska ha varit Sven i Boarps gård finns kvar än idag i Boarp, Hjärnarp.